# Murray Henderson (Eishockeyspieler)
John Murray „Moe“ Henderson (* 5. September 1921 in Toronto, Ontario; † 4. Januar 2013 ebenda) war ein kanadischer Eishockeyspieler und Trainer. Auf der Position des Verteidigers spielte er in den Jahren 1944 bis 1952 in 446 Einsätzen für die Boston Bruins in der National Hockey League.

## Leben
Moe Henderson spielte in seiner Jugend Eishockey bei den Toronto Young Rangers. Im Jahr 1942 trat er in die Royal Canadian Air Force ein und wurde an der Pazifikküste stationiert, wo er Patrouillen flog. Er wurde zwei Jahre später, nach dem Tod seines Vaters, aus der Air Force entlassen. Im Anschluss an seiner Karriere in der NHL war er für vier Saisons Spielertrainer bei den Hershey Bears mit Spielbetrieb in der American Hockey League.
Moe Henderson ist der Neffe der Conacher Brüder – Roy Conacher, Lionel Conacher und Charlie Conacher –, die alle in die Hockey Hall of Fame aufgenommen wurden.

## Erfolge und Auszeichnungen
- 1955 AHL Second All-Star Team